# Balakîrî, Horodok
Balakîrî (în ucraineană Балакири) este un sat în comuna Jîșciînți din raionul Horodok, regiunea Hmelnîțkîi, Ucraina.

## Demografie
Componența lingvistică a localității Balakîrî
     Ucraineană (99,77%)
     Alte limbi (0,23%)
Conform recensământului din 2001, majoritatea populației localității Balakîrî era vorbitoare de ucraineană (99,77%), existând în minoritate și vorbitori de alte limbi.